# Rusa timorensis
Il sambar dalla criniera (Rusa timorensis de Blainville, 1822), noto anche come sambar di Giava, è una specie di cervo originaria del Sud-est asiatico.

## Tassonomia
Attualmente ne vengono riconosciute sette sottospecie:
- R. t. timorensis de Blainville, 1822 (Timor e isole vicine);
- R. t. djonga Van Bemmel, 1949 (isole di Muta e Butung);
- R. t. floresiensis Heude, 1896 (Lombok e isole vicine);
- R. t. macassaricus Heude, 1896 (Sulawesi);
- R. t. moluccensis Quoy e Gaimard, 1830 (Molucche);
- R. t. renschi Sody, 1932 (Bali);
- R. t. russa Müller e Schlegel, 1845 (Giava).

## Descrizione
Il sambar dalla criniera è strettamente imparentato con il sambar, ma è molto più piccolo. Misura 140–185 cm di lunghezza, è alto al garrese 83–110 cm e pesa 50–115 kg; i maschi sono notevolmente più grandi delle femmine. Il suo mantello, piuttosto irsuto, è di color grigio-marrone. I palchi, presenti solamente nei maschi, come in quasi tutte le specie di Cervidi, sono relativamente grandi e muniti di tre punte ciascuno.
È facilmente riconoscibile per le grandi orecchie, i ciuffi di pelo chiaro al di sopra delle sopracciglia e i palchi, che danno l'impressione di essere troppo sviluppati rispetto alle dimensioni del corpo.

## Distribuzione e habitat
Il sambar dalla criniera è al giorno d'oggi piuttosto comune su molte isole indonesiane, ma il suo areale originario era ristretto solamente alle isole di Giava e Bali. Fin dall'epoca preistorica, però, fu introdotto dai pescatori indonesiani su altre isole della regione, come Sulawesi, le Molucche e Timor, dove si ambientò perfettamente. Più recentemente, è stato introdotto con successo anche in Australia, Nuova Zelanda, Nuova Caledonia, Madagascar e Mauritius.
Occupa una vasta gamma di habitat, da foreste e praterie fino alle piantagioni. Estremamente adattabile, riesce a prosperare anche nell'arido bush australiano. Sempre nello stesso Paese, si spinge fino ai margini di città come Wollongong e Sydney: soprattutto nell'area del Royal National Park è divenuto numerosissimo.

## Biologia

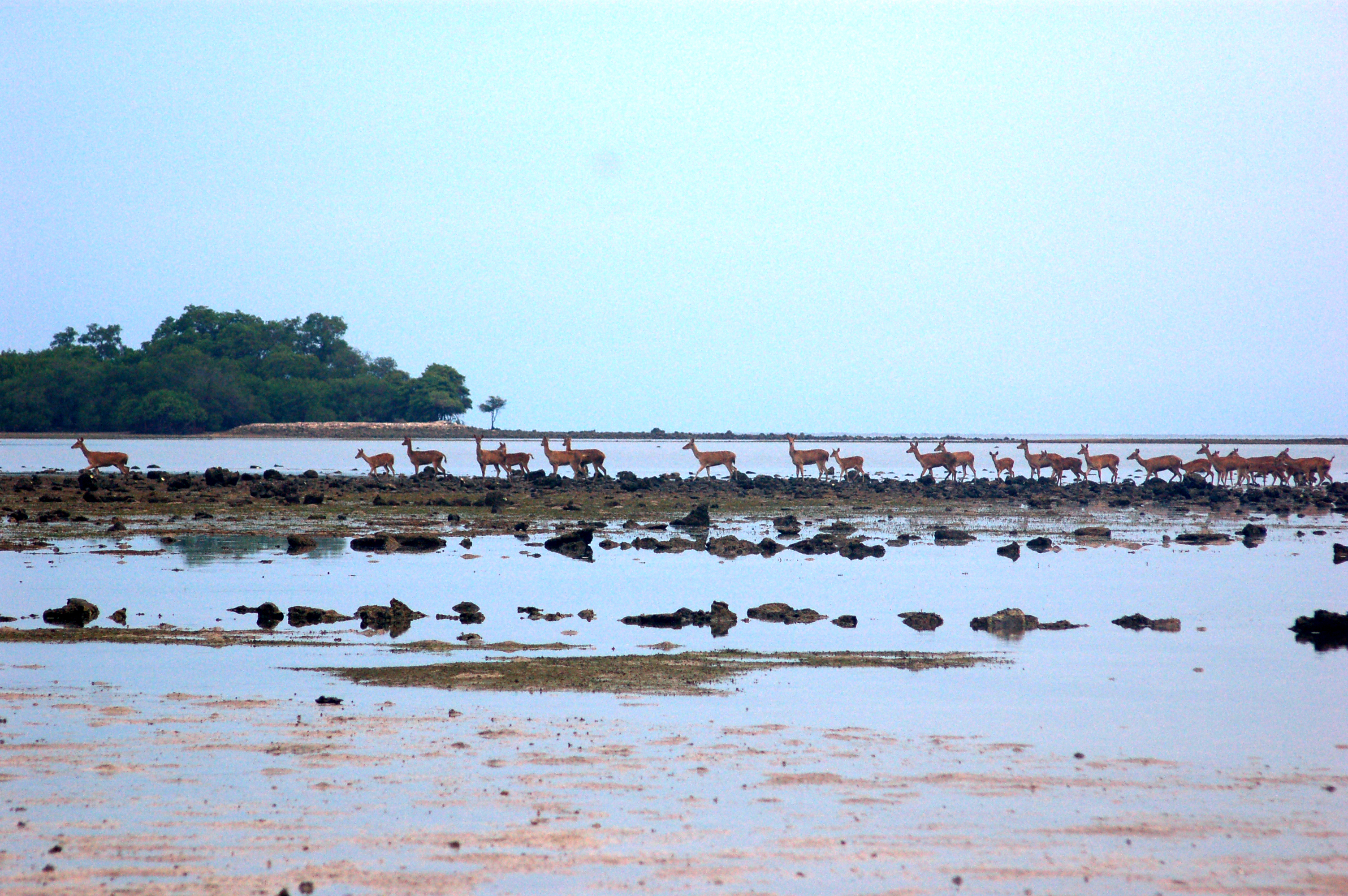
Branco di sambar dalla criniera nel parco nazionale di Baluran (Giava).

Il sambar dalla criniera è erbivoro e si nutre di erba e vegetali vari; talvolta alcuni esemplari sono stati visti spingersi nelle acque marine per mangiare le alghe.
Il sambar della criniera è attivo prevalentemente nelle prime ore del mattino e nel tardo pomeriggio. Solo raramente si spinge su terreni aperti ed è molto difficile da avvicinare, poiché è molto timido e dotato di sensi molto sviluppati. Quando è allarmato, emette un richiamo d'allarme molto potente con il quale avverte tutti i suoi simili nelle vicinanze.
È un animale molto socievole e solo raramente si incontra da solo; perfino quando viene avvistato un unico esemplare è molto probabile che ce ne siano altri nelle vicinanze. Malgrado le dimensioni riesce a nascondersi così bene tra la vegetazione che si potrebbe passargli vicino senza scorgerlo. Vive in branchi separati formati da individui dello stesso sesso; solo durante la stagione degli amori si vedono gruppi misti.

### Riproduzione
In questa specie l'accoppiamento può aver luogo in ogni periodo dell'anno, ma la stagione degli amori vera e propria va da giugno ad agosto. Dopo circa otto-nove mesi di gestazione, la femmina partorisce di solito un unico piccolo. Questo sarà svezzato a 7-8 mesi di età e raggiungerà la maturità sessuale a 1-2 anni.